# Погостище (Ленинградская область)
Пого́стище — деревня в Хваловском сельском поселении Волховского района Ленинградской области.

## История
Деревня Погостища упоминается на карте Ф. Ф. Шуберта 1844 года.

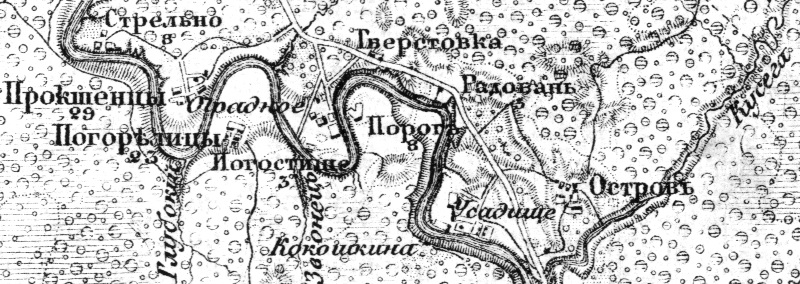
Деревня Погостище на карте Ф. Ф. Шуберта 1872 года

В конце XIX — начале XX века деревня административно относилась к Сугоровской волости 1-го стана 1-го земского участка Тихвинского уезда Новгородской губернии.

ПОГОСТИЩЕ — деревня Прокшеницкого сельского общества, число дворов — 4, число домов — 4, число жителей: 18 м. п., 20 ж. п.;
 Занятие жителей — земледелие, лесные заработки. При реке Сясь. Часовня. (1910 год)

Согласно военно-топографической карте Петроградской и Новгородской губерний издания 1915 года деревня Погостище насчитывала 3 крестьянских двора.
Согласно карте Ленинградской области Северо-западного аэрогеодезического треста ГГУ издания 1932 года деревня насчитывала 6 крестьянских дворов, в деревне находилась часовня.
По данным 1966 и 1973 годов деревня Погостище входила в состав Воскресенского сельсовета.
По данным 1990 года деревня Погостище входила в состав Хваловского сельсовета.
В 1997 году в деревне Погостище Хваловской волости проживали 3 человека, в 2002 году — также 3 человека (все русские).
В 2007 году в деревне Погостище Хваловского СП — вновь 3 человека.

## География
Деревня расположена в юго-восточной части района близ автодороги А114 (Вологда — Новая Ладога).
Расстояние до административного центра поселения — 14 км.
Расстояние до ближайшей железнодорожной станции Колчаново — 35 км.
Деревня находится на правом берегу реки Сясь.

## Демография
| 1910 | 1997 | 2007 | 2010 | 2017 |
| ---- | ---- | ---- | ---- | ---- |
| 38   | ↘3   | →3   | ↗5   | ↘2   |

### Национальный состав
Согласно данным Всероссийской переписи населения 2021 года в деревне проживали 2 человека, из них русские — 1, белорусы — 1 человек.